# FC Flora Tallinn
FC Flora Tallinn je estonský fotbalový klub hrající své zápasy v hlavním městě Estonska Tallinnu. FC Flora byl založen v roce 1990. Domácím hřištěm Flory Tallinn je A.Le Coq Arena používaná rovněž pro utkání estonského národního týmu.

## Úspěchy
- Mistr Meistriliigy - 15x (1993/94, 1994/95, 1997/98, 1998, 2001, 2002, 2003, 2010, 2011, 2015, 2017, 2019, 2020, 2022, 2023)
- Vítěz estonského fotbalového poháru - 7x (1994/95, 1997/98, 2007/08, 2008/09, 2010/11, 2012/13, 2015/16)[1]